# Kloštar
Kloštar je naselje u Republici Hrvatskoj, u sastavu Općine Vrsar, Istarska županija. 

## Povijest
Na prijelazu prvog u drugo tisućljeće u ove je krajevo došao sv. Romualdo iz Ravene. Od 1001. do 1002. Romualdo u Kloštru je izgradio samostan. Po dovršetku posla otišao je u samotnjaštvo u Kapetanovu spilju. Budući da je bila blizu, smjestio se nešto dalje, u spilju na dnu Limskog kanala, na sjevernom obronku brijega koja je po njemu nazvana Romualdova pećina koja je poznato paleolitsko nalaziište sa spiljskim slikarstvom.

## Stanovništvo
Prema popisu stanovništva iz 2001. godine, naselje je imalo 42 stanovnika te 14 obiteljskih kućanstava.
| broj stanovnika |       |       |       |       | 34    | 18    |       |       | 92    | 73    | 61    | 48    | 46    | 40    | 42    | 40    | 41    |
|                 | 1857. | 1869. | 1880. | 1890. | 1900. | 1910. | 1921. | 1931. | 1948. | 1953. | 1961. | 1971. | 1981. | 1991. | 2001. | 2011. | 2021. |

## Galerija
- Bar kod Piratske spilje i brodići s izletnicima
- Piratska spilja i brodići
- Brodić prevozi turiste
- Putokaz pored Eko biciklističke staze